# Văduva veselă
Văduva veselă (titlul original: în germană Die lustige Witwe) este o operetă în trei acte compusă de Franz Lehár,
al cărui libret a fost scris de Victor Léon și Leo Stein , premiera având loc la „Theater an der Wien” din Viena pe data de 30 decembrie 1905. 

## Acțiunea operetei
Actul I
În veselul Paris, o petrecere de aniversare pentru conducătorului statului Pontevedro este în plină desfășurare. Bogata văduvă Hanna Glavari este înconjurată de pretendenți, spre disperarea baronului Zetta , care se teme ca aceasta va ruina țara dacă se va căsători cu un străin. Zetta reușește sa îl convingă pe  Danilo Danilovici, locotenent de cavalerie, să o ceară în căsătorie pe Hanna Glavari, deși aceasta îl mai refuzase o data, în trecut. Dar acum Hanna Glavari este cea care îl copleșește cu atenția sa ,chiar dacă acesta pare indiferent, până când Hanna Glavari anunța că s-a logodit cu un francez. Disperat, îi mărturisește Hanna Glavari că o iubește, descoperind că totul nu a fost decât o minciună și că iubita sa îi împărtășește sentimentele.
Prea marea incredere a ambasadorului Zetta in sotia sa, parizianca Valencienne, ii ingaduie acesteia sa incurajeze o amuzanta aventura romantica cu Camille de Rosillon, locotenent de vanatori. Intr-o efuziune de dragoste, acesta a scris pe evantaiul tinerei doamne “Te iubesc”.
La bal se anunta prezenta unei frumoase, tinere si bogate vaduve, Hanna Glavari, care starneste multa admiratie, dar si ingrijorarea ambasadorului.Stiind ca imensa avere a Hannei este depusa in seifurile bancii din Pontevedro,el considera ca trebuie prin orice mijloace sa impiedice instrainarea banilor.Este un accident ce s-ar putea intampla in eventualitatea unei casatorii a vaduvei cu cineva din afara statului.Oportunitatea ivirii unui pretendent pontevedrin i se pare ambasadorului cea mai nimerita rezolvare.In acest scop l-a ales pe atasatul ambasadei,Danilo Danilovici,tanar elegant,petrecaret si cam flusturatic,care isi trece timpul mai mult in celebrul local parizian “Maxim”.Acesta, “chemat la datorie” de ambasador,trebuie sa o cucereasca pe celebra si frumoasa vaduva,cerand-o in casatorie.
Actul II
O peterecere in casa Hannei Glavari, care isi primeste oaspetii.Evantaiul buclucas isi continua periplul.Danilo recunoaste scrisul lui Camille si crede ca acest mesaj este adresat Hannei; tanara vaduva citeste mesajul ca venind din partea lui Danilo. Invaluiti de aventura lor sentimentala,Valencienne si Camille s-au retras intr-un pavilion,unde sunt urmariti mai apoi de ambasadorul Zetta.Gata sa faca scandal,el descopera stupefiat ca,in pavilion cu Camille de Rosillon se afla Hanna, care luase discret locul Valenciennei.Reactia lui Danilo este violenta,caci gelozia il determina sa plece imediat,refugiindu-se,ca de obicei,la cabaretul “Maxim”.
Actul III
Suntem invitati in ambianta vesela a cabaretului “Maxim”,unde, rand pe rand,apar toate personajele istorioarei care imbina jocul cu evantaiul compromitator si vanatoarea mostenirii.Danilo, comportandu-se in fapt ca un dandy, se consoleaza alaturi de prietenele sale de la cabaret.Oricum, nu mai vrea sa se lase vrajit de farmecul iubirii de alta data,care l-a făcut sa sufere,si nici sa asculte explicatiile Hannei,în care nu mai crede.Dornica sa-i recucereasca dragostea,tanara vaduva insista,aparent fara sorti de izbanda.Intre toate aceste combinatii,ambasadorul Zetta s-a convins ca Valencienne il insala.El hotaraste sa divorteze,cerand mana – si averea! – Hannei. Vaduva anunta insa ca o casatorie va determina pierderea tuturor banilor.Propunerile se retrag de indata,singurul pretendent ramanand … Danilo. Hanna accepta cu bucurie aceasta alegere si anunta,surazand,ca intreaga avere s-a pierdut… in favoarea celui de al doilea sot,veste care o face sa adauge fericirea iubirii, la veselia ei de… fosta vaduva.

## Personaje
- Baron Mirko Zeta, consilierul pontevedrinic la Paris (bariton)
- Valencienne, soția sa (soprană)
- Graf Danilo Danilowitsch, secretarul legației, locotenent de cavalerie î. R. (tenor sau bariton)
- Hanna Glawari (soprană)
- Camille de Rosillon (tenor)
- Vicomte Cascada (tenor)
- Raoul de Saint-Brioche (tenor)
- Bogdanowitsch, consulul pontevedrinic (bariton)
- Sylviane, soția sa (soprană)
- Kromow, consilierul pontevedrinic (bariton)
- Olga, soția sa (soprană)
- Pritschitsch, colonelul pontevedrinic (bariton)
- Praškowia, soția sa (mezzosoprană)
- Njegus, funcționar la legația pontevedrinică, comediant (rol parlando)
- Lolo, Dodo, Jou-Jou, Frou-Frou, Clo-Clo, Margot, Grisetten (soprane)
- parizieni și societate pontevedrinică, lăutari, muzicanți, valeți.

## Ecranizări
- 1918 Văduva veselă (A víg özvegy), regia Michael Curtiz
- 1925 Văduva veselă (Die lustige Witwe), regia Erich von Stroheim
- 1934 Văduva veselă (Die lustige Witwe), regia Ernst Lubitsch
- 1952 Văduva veselă (The Merry Widow), regia Curtis Bernhardt
- 1962 Văduva veselă (Die lustige Witwe), regia Werner Jacobs